# Leben auf dem Mississippi

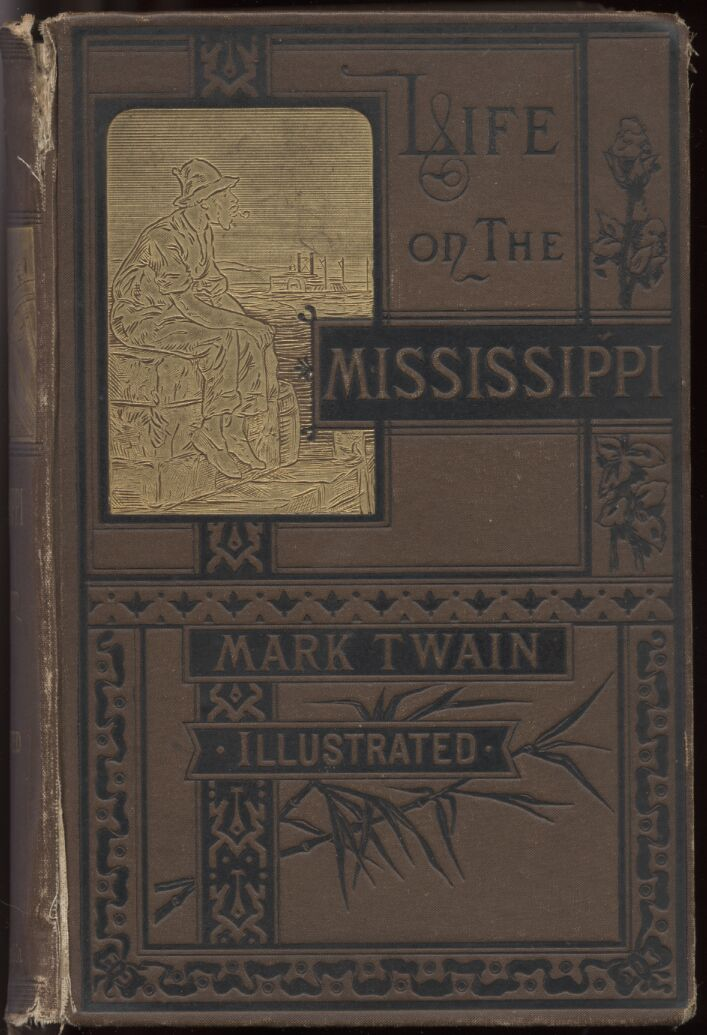
Buchdeckel der US-amerikanischen Originalausgabe von 1883

Leben auf dem Mississippi (Life on the Mississippi) ist eine 1883 erschienene Erzählung des US-amerikanischen Schriftstellers Mark Twain über sein eigenes Leben als Lotse auf verschiedenen Mississippi-Dampfern in der Zeit vor und nach dem Amerikanischen Bürgerkrieg. Das Buch ist mehrfach ins Deutsche übersetzt worden. 1980 wurde das Werk verfilmt.

## Inhalt
Das Buch beginnt mit einem geschichtlichen Rückblick auf die Zeit, als Hernando de Soto 1542 als erster Europäer den Fluss zu Gesicht bekam. Weiter geht der historische Streifzug über französische Entdecker wie Jacques Marquette und Robert Cavelier de La Salle im 17. Jahrhundert bis zu den ersten ständigen europäischen Siedlern. Ab der Epoche der Holzflößerei und dem Beginn der Dampfschifffahrt auf dem Strom wird die Handlung zunehmend von autobiographischen Elementen geprägt.
Neben eigenen Erinnerungen und Eindrücken werden in das Buch eine Vielzahl von Anekdoten aus dem Mississippigebiet eingebracht. Der Hauptstrang der Handlung besteht aus der Schilderung der Lehrjahre des Samuel Clemens (Pseudonym: Mark Twain), der auf einem Mississippi-Dampfer eine mehrjährige Ausbildung zum Lotsen absolvierte. Er beschreibt mit großer Hingabe die Kunst des Steuerns von Schiffen über den sich ständig verändernden Fluss mit seinen Strudeln, Sandbänken und Untiefen. Nach dem Ende seiner Ausbildung steuerte er eine Zeitlang als Lotse verschiedene Schiffe über den Mississippi, bis durch den Bürgerkrieg die Schifffahrt zum Erliegen kam. Dieser Teil der Geschichte ist 1876 erstmals unter dem Titel Old times on the Mississippi erschienen.
Im zweiten Teil des Buches beschreibt Mark Twain seine Rückkehr an den Fluss nach 21 Jahren, bei der er mit einem Dampfschiff eine Reise von St. Louis nach New Orleans unternahm. Er beschreibt den Wettlauf von Dampfschiffen mit der Eisenbahn, die neuen und großen Städte und seine Beobachtungen über Habgier, Leichtgläubigkeit und Tragödien an den Ufern des Flusses und die vielerorts schlechte Architektur. Auch hier ist die Handlung von zahlreichen Anekdoten und Legenden durchsetzt.
Das 1883 in den USA und Großbritannien erschienene Buch war das erste, bei dem der Autor ein mit Schreibmaschine geschriebenes Manuskript an den Verlag einsandte.

## Ausgaben
Das Buch ist mehrfach ins Deutsche übersetzt worden und in unterschiedlicher Ausstattung bei mehreren Verlagen erschienen.
- Mark Twain: Leben auf dem Mississippi. Übers. v. Otto Wilck. Aufbau-Verlag, Berlin, ISBN 978-3-7466-6092-9.
- Mark Twain: Leben auf dem Mississippi. Übers. v. Otto Wilck. Verlag Neues Leben, Berlin 1969[6]
- Mark Twain: Leben auf dem Mississippi. Übers. v. Otto Wilck. Georg Bitter Verlag, Recklinghausen 1969[6]
- Mark Twain: Leben auf dem Mississippi. Übers. v. Helene Ritzerfeld. Insel Verlag, Frankfurt/Main 1977[6]
- Mark Twain: Leben auf dem Mississippi. Übers. v. Otto Wilck. Diogenes Verlag, Zürich 1990.